# Soricinae
Die Soricinae, ebenso wie die größte ihrer Gattungen auch bekannt als Rotzahnspitzmäuse, sind eine Unterfamilie der Spitzmäuse (Soricidae) innerhalb der Insektenfresser (Eulipotyphla). Das Taxon enthält etwa 148 Arten, die auf 14 Gattungen aufgeteilt werden.

## Merkmale
Wie alle Spitzmäuse sind auch die Soricinae kleine Säugetiere mit Körperlängen von weniger als 10 Zentimetern, zu der ein in der Regel maximal 9 Zentimeter langer Schwanz hinzukommt.
Die Soricinae oder Rotzahnspitzmäuse zeichnen sich gegenüber den anderen Unterfamilien vor allem durch den spezifischen Bau der Kiefer aus, bei dem die Gelenkflächen des Unterkiefers in der Regel weit auseinanderliegen, auf der Lippenseite (labial) jedoch zusammenstoßen und ineinander übergehen, wobei sie einen abgesetzten lingualen Knoten bilden. Das Foramen mentale, eine Knochenöffnung auf der Außenseite des horizontalen Astes des Unterkiefers, liegt vor der vorderen Wurzel des Molaren M1 (während es bei den Crocidurinae hinter dieser liegt) und der Prämolar P4 ist in seiner Form spezifisch. In der Regel zeichnen sich die Arten der Soricinae durch das für die Rotzahnspitzmäuse namensgebende rote Farbpigment an den Zahnspitzen aus, dies fehlt jedoch bei den Gattungen Anourosorex, Chimarrogale und Nectogale.

## Verbreitung
Die Soricinae sind vor allem auf der nördlichen Hemisphäre, also holarktisch, verbreitet und leben mit fast 150 Arten in Eurasien, in Nord- und Mittelamerika sowie mit wenigen Arten im nordwestlichen Südamerika. In Afrika sowie in Australien fehlen sie.

## Lebensweise
Die Soricinae entsprechen in ihrer Lebensweise den typischen Spitzmäusen. Sie leben in der Regel auf dem Boden entweder im Bodenstreu oder in den oberen Bodenschichten und ernähren sich vor allem von wirbellosen Tieren wie Insekten, Spinnen, Regenwürmern oder Schnecken. Einige Arten, besonders die Wasserspitzmäuse (Neomys), sind an ein Leben in Bächen und an Flussufern angepasst.

## Systematik
Die Rotzahnspitzmäuse bilden neben den Crocidurinae (auch Weißzahnspitzmäuse) und den Myosoricinae eine der drei Unterfamilien der Spitzmäuse innerhalb der Insektenfresser. Die Unterfamilie wurde von Johann Fischer von Waldheim 1814 wissenschaftlich erstbeschrieben.
Innerhalb der Soricinae werden etwa 148 Arten unterschieden, die 14 Gattungen innerhalb von sechs Triben zugeordnet werden. Die überwiegende Anzahl der Arten entfällt dabei auf die (Eigentlichen) Rotzahnspitzmäuse (Sorex) mit etwa 80 Arten und die amerikanischen Kleinohrspitzmäuse (Cryptotis) mit etwa 30 Arten.
Die Arten und Gattungen der Soricinae sind:
- Soricinae
  - Tribus Anourosoricini
    - Stummelschwanzspitzmäuse (Anourosorex) in Ost- und Südostasien

  - Tribus Blarinellini
    - Asiatische Kurzschwanzspitzmäuse (Blarinella) mit zwei Arten
    - Parablarinella mit zwei Arten[3][4]

  - Tribus Blarinini
    - Amerikanische Kurzschwanzspitzmäuse (Blarina) mit vier Arten in Nordamerika
    - Kleinohrspitzmäuse (Cryptotis) mit etwa 30 Arten, auf Amerika beschränkt

  - Tribus Nectogalini
    - Biberspitzmäuse (Chimarrogale) mit fünf Arten in Ostasien
    - Chodsigoa mit acht vorwiegend in China lebende Arten
    - Crossogale mit drei südostasiatischen Arten[5]
    - Episoriculus mit vier Arten in Asien
    - Nectogale, zwei Arten mit der Gebirgsbachspitzmaus (Nectogale elegans) und Nectogale sikhimensis in der Himalaya-Region[6]
    - Wasserspitzmäuse (Neomys) mit drei Arten in Europa und Westasien
    - Nesiotites ist ausgestorben und lebte in wenigen Arten auf den Inseln des Mittelmeeres
    - Soriculus, 5 Arten in der Himalaya-Region[7][8]

  - Tribus Notiosoricini
    - Megasorex, monotypisch mit der Mexikanischen Wüstenspitzmaus (Megasorex gigas) im südwestlichen Mexiko
    - Graue Wüstenspitzmäuse (Notiosorex) mit vier Arten in den südwestlichen USA und in Nordmexiko

  - Tribus Soricini
    - (Eigentliche) Rotzahnspitzmäuse (Sorex) mit etwa 80 Arten, vor allem in Eurasiens und Nordamerika

## Belege
1. 1 2  Robert S. Hoffmann, Darrin Lunde: Soricinae. In: Andrew T. Smith, Yan Xie: A Guide to the Mammals of China. Princeton University Press, Princeton NJ 2008, ISBN 978-0-691-09984-2, S. 303–304.
2. 1 2 3  Soricinae (Memento des Originals vom 13. Januar 2014 im Internet Archive)  Info: Der Archivlink wurde automatisch eingesetzt und noch nicht geprüft. Bitte prüfe Original- und Archivlink gemäß Anleitung und entferne dann diesen Hinweis.. In: Don E. Wilson, DeeAnn M. Reeder (Hrsg.): Mammal Species of the World. A taxonomic and geographic Reference. 2 Bände. 3. Auflage. Johns Hopkins University Press, Baltimore MD 2005, ISBN 0-8018-8221-4.
3. ↑  Anna A Bannikova, Paulina D Jenkins, Evgeniya N Solovyeva, Svetlana V Pavlova, Tatiana B Demidova, Sergey A Simanovsky, Boris I Sheftel, Vladimir S Lebedev, Yun Fang, Love Dalen und Alexei V Abramov: Who are you, griselda? A replacement name for a new genus of the Asiatic short-tailed shrews (Mammalia, Eulipotyphla, Soricidae): molecular and morphological analyses with the discussion of tribal affinities. Zookeys 888, 2019, S. 133–158, doi:10.3897/zookeys.888.37982
4. ↑  Kai He, Xing Chen, Peng Chen, Shui-Wang He, Feng Cheng, Xue-Long Jiang und Kevin L. Campbell: A new genus of Asiatic short-tailed shrew (Soricidae, Eulipotyphla) based on molecular and morphological comparisons. Zoological Research 39 (5), 2018, S. 309–323, doi:10.24272/j.issn.2095-8137.2018.058
5. ↑  Alexei V. Abramov, Anna Bannikova, Viatcheslav Rozhnov: Revision of Chimarrogale (Lipotyphla: Soricidae) from Vietnam with comments on taxonomy and biogeography of Asiatic water shrews. Zootaxa, Vol 4232, No 2, Februar 2017, DOI: 10.11646/zootaxa.4232.2.5
6. ↑  Ronghui Fan, Keyi Tang, Liang Dou, Changkun Fu, Abu ul Hassan Faiz, Xuming Wang, Yufan Wang, Shunde Chen, Shaoying Liu: Molecular phylogeny and taxonomy of the genus Nectogale (Mammalia: Eulipotyphla: Soricidae). In: Ecology and Evolution. 12, 2022, S. e9404, doi:10.1002/ece3.9404.
7. ↑  Zhongzheng Chen, Xiaoxin Pei, Jiangxiao Hu, Wenyu Song, Laxman Khanal, Quan Li und Xuelong Jiang. 2023. Multilocus Phylogeny and Morphological Analyses illuminate Overlooked Diversity of Soriculus (Mammalia: Eulipotyphla: Soricidae), with Descriptions of Two New endemic Species from the eastern Himalayas. Zoological Journal of the Linnean Society. zlad131. DOI: 10.1093/zoolinnean/zlad131
8. ↑  Xiaoxin Pei, Zhongzheng Chen, Quan Li, Xueyou Li, Changzhe Pu, Kang Luo, Jing Luo, Mingjin Pu, Hongjiao Wang, Laxman Khana und Xuelong Jiang: A new species of the genus Soriculus (Soricidae, Eulipotyphla, Mammalia) from Medog in the eastern Himalaya. ZooKeys 1195, 2024, S. 139–155, doi:10.3897/zookeys.1195.115699